# 宣徳王
宣徳王（せんとくおう、生年不詳 - 785年2月26日）は、新羅の第37代の王（在位：780年 - 785年）であり、姓は金、諱は良相。第17代奈勿尼師今の十世孫であり、『三国史記』新羅本紀・宣徳王紀に拠れば、父は海干（4等官の波珍飡）の金孝芳、母は第33代聖徳王の娘の四炤夫人。それぞれ即位後に追封して開聖大王、貞懿太后とした。王妃は角干（1等官）の金良品の娘の具足夫人。『三国遺事』王暦においては、祖父を元訓角干、父を孝芳海干、母を四召夫人、王妃を良品角干の娘の具足王后とする。
780年4月に先代の恵恭王を殺して王位に就いた。宣徳王以降を新羅の下代といい、王都での反乱が続き、王位簒奪が繰り返されることとなった。

## 即位まで
恵恭王の10年（774年）9月に伊飡（2等官）の位で上大等に任命された。当時の新羅の貴族の間では、王の下で律令訂正を推進しようとする党派と、王権を抑えて中央貴族連合体制に復帰しようとする党派とで争いを繰り返しており、769年の貴族連合派の反乱、770年の律令派の反乱が平定されたところであった。良相が上大等に着任した後にも775年6月・8月に貴族連合派の反乱が起こっており、鎮圧されてもいる。王権が伸張したために抑えられがちにあったとはいえ、上大等の立場は貴族連合を代表するものであり、良相はこうした立場から777年4月には王に政治批判の上書を行なった。恵恭王は貴族連合派に配慮する形で、王族から金周元を侍中に任命して律令派と貴族派との提携を図ったが、780年2月に再び貴族の反乱が起こって王宮を包囲することになった。この反乱に対して良相は伊飡の金敬信（後の元聖王）とともに挙兵し、反乱を平定するとともに恵恭王までも殺害し、自ら王位に立つこととなった。

## 治世
即位して直ちに宣徳王は金敬信を上大等に任命し、782年閏正月には唐に対して朝貢を行なった。勢力を強めている渤海に備え、北方面の守備に努め、781年7月には浿江（大同江）以南の地に使者を送って安撫し、また782年2月には漢山州（京畿道広州市）の住民を浿江鎮（黄海北道平山郡または金川郡）へ移住させている。
祭祀においては、王系の変革となったために自らの父を開聖大王として追封して五廟を保ち、また社稷の壇を築いたことが伝えられている。
在位6年目の785年正月になってようやく唐の徳宗から＜検校太尉・鶏林州刺史・寧海軍使・新羅王＞に冊封されたが、病に倒れてそのまま正月13日に死去し、宣徳王と諡された。遺詔によって火葬され、日本海に散骨された。王陵は未詳。

## 評価
武烈王に連なる王系から見れば、奈勿王十世孫という宣徳王は傍系に過ぎず、決して王になれるような立場ではなかった。王族の有力な一員として、中央貴族層の代表格となる上大等に任命されて王の政治を補佐することを期待されていたこともあり、上大等と王とは異なる性格のものであると考えられていた新羅の政界で、上大等が王に取って代わるという新たな事態は一種異常であった。このため新羅の内部でも「下代」として時代の変わったことを認識されることとなり、以後王位簒奪が相次ぐこととなった。宣徳王自身は王となってから5年余りで死去したために、恵恭王時代からの政治的混乱を収めることしかできず、本格的な回復は次代の元聖王の治世に持ち越されることとなったと見られている。
また、新羅の金氏王統の始祖伝承には、金閼智・金勢漢・味鄒尼師今のほかに奈勿尼師今とするものもあるが、これは新羅の下代には王系が武烈王直系から傍系に転じたことと、宣徳王（奈勿尼師今十世孫）・元聖王（奈勿尼師今十二世孫）が奈勿尼師今に連なる系統であることを主張したことが反映されている可能性が指摘されている。